# Mammillaria albiflora
Mammillaria albiflora es una especie  perteneciente a la familia Cactaceae. Es un endemismo de México en el estado de Guanajuato.

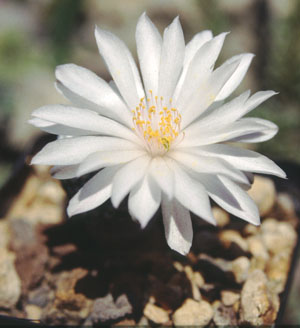
Detalle de la Flor

## Descripción
Mammillaria albiflora crece individualmente y rara vez forma grupos. Su porte cilíndrico, se oculta bajo las densas espinas, alcanzan tamaños de hasta 7,5 centímetros de altura y de 1 a 2 centímetros de diámetro. Las pequeñas verrugas contienen una savia lechosa. Tiene de 60 a 80 espinas blancas cortas que se entrelazan.

## Taxonomía
Mammillaria albiflora fue descrita por Curt Backeberg y publicado en Blätt. Kakteenf. 1937(2): [3] genus 131, sp. 7 (fig.). as Mamillaria
Etimología
Mammillaria: nombre genérico que fue descrita por vez primera por Carolus Linnaeus como Cactus mammillaris en 1753, nombre derivado del latín mammilla = tubérculo, en alusión a los tubérculos que son una de las características del género.
albiflora: epíteto latíno que significa "con flores blancas"
Sinonimia
- Mammillaria herrerae var. albiflora,
- Neomammillaria herrerae var. albiflora,
- Escobariopsis albiflora